# Alfred Barton Rendle
Alfred Barton Rendle (Lewisham, 19 gennaio 1865 – Leatherhead, 11 gennaio 1938) è stato un botanico inglese.
Fu membro della Royal Society .

## Biografia
Rendle studiò alla St Olave's Grammar School di Orpington ed al St John's College di Cambridge.
Fu capo del Dipartimento botanica presso il Museo di storia naturale di Londra dal 1906 al 1930, succedendo a George Robert Milne Murray.
Nel 1905 partecipò al Congresso Internazionale di Botanica a Vienna, ove fu nominato nel Comitato editoriale per le Regole Internazionali di Nomenclatura botanica (oggi sostituito dal  Codice internazionale per la nomenclatura delle alghe, funghi e piante), un ruolo che sostenne fino al 1935.
Rendle pubblicò numerosi libri, il più noto dei quali è forse The Classification of Flowering Plants, in due volumi, con un intervallo di oltre 20 anni fra il primo, pubblicato nel 1904, ed il secondo, dato alle stampe solo nel 1925. Tale ritardo venne imputato da Rendle all'«…incremento dei suoi impegni ufficiali e non.»
Fu anche il responsabile delle voci di botanica dell'undicesima edizione dell'Enciclopedia Britannica, pubblicata nel 1911.
Rendle fu inoltre presidente del Quekett Microscopical Club dal 1916 al 1921 e della Linnean Society dal 1923 al 1927.
Nel 1929 ricevette la Veitch Memorial Medal della Royal Horticultural Society.